# Italia ai Campionati mondiali di pugilato dilettanti 2011
L'Italia è stata rappresentata da 9 pugili ai campionati mondiali di pugilato dilettanti 2011.
In virtù dei risultati ottenuti, Roberto Cammarelle, Vittorio Jahyn Parrinello, Vincenzo Mangiacapre, Vincenzo Picardi e Domenico Valentino hanno raggiunto la qualificazione alle olimpiadi di Londra 2012. A questi si aggiunge Clemente Russo, qualificato per via dei risultati ottenuti alla World Series of Boxing tenutasi in Cina nel maggio 2011.

## Risultati
| Pugile                    | Categoria    | Trentaduesimi             | Sedicesimi                 | Ottavi                     | Quarti di finale                   | Semifinali               | Finale               | Posizione finale |
| Pugile                    | Categoria    | Avversario Risultato      | Avversario Risultato       | Avversario Risultato       | Avversario Risultato               | Avversario Risultato     | Avversario Risultato | Posizione finale |
| ------------------------- | ------------ | ------------------------- | -------------------------- | -------------------------- | ---------------------------------- | ------------------------ | -------------------- | ---------------- |
| Alex Ferramosca           | Minimosca    | BYE                       | Avtandil Tchubabria W 15:8 | José de la Nieve L 17:18   |                                    |                          |                      |                  |
| Vincenzo Picardi          | Mosca        | Lin Yu-che W 21:8         | Mohammad Al-Wadi W 18:12   | Dagoberto Aguero W 18:12   | Jasurbek Latipov L 11:18           |                          |                      |                  |
| Vittorio Jahyn Parrinello | Gallo        | BYE                       | Satoshi Shimizu W 22:13    | Lázaro Álvarez L 11:13     |                                    |                          |                      |                  |
| Domenico Valentino        | Leggeri      | Ayrin Ismetov W 15:10     | Mahdi Ouatine W +15:15     | Branimir Stanković W 26:23 | Miklós Varga W 27:13               | Vasyl' Lomačenko L 11:17 |                      |                  |
| Vincenzo Mangiacapre      | Superleggeri | Sisira Ruwangala W 20:3   | Juan Romero W 24:14        | Zdeněk Chládek W 16:9      | Uranchimegiin Mönkh-Erdene W 16:11 | Éverton Lopes L 7:16     |                      |                  |
| Danilo Creati             | Welter       | Emil Ahmedov W 19:13      | Yasuhiro Suzuki L 11:19    |                            |                                    |                          |                      |                  |
| Luca Podda                | Medi         | Mikalai Vesialou L 7:17   |                            |                            |                                    |                          |                      |                  |
| Simone Fiori              | Mediomassimi | Yahia Elmekachari L 11:13 |                            |                            |                                    |                          |                      |                  |
| Roberto Cammarelle        | Supermassimi | BYE                       | José Payares W 17:8        | Cornelius Sheehan W RET    | Anthony Joshua L 13:15             |                          |                      |                  |

In grassetto il pugile che ha poi conquistato la medaglia d'oro in ciascuna categoria.